# Grive d'Enggano
Geokichla leucolaema
Espèce
Synonymes
- Zoothera leucolaema

Statut de conservation UICN

 NT  : Quasi menacé

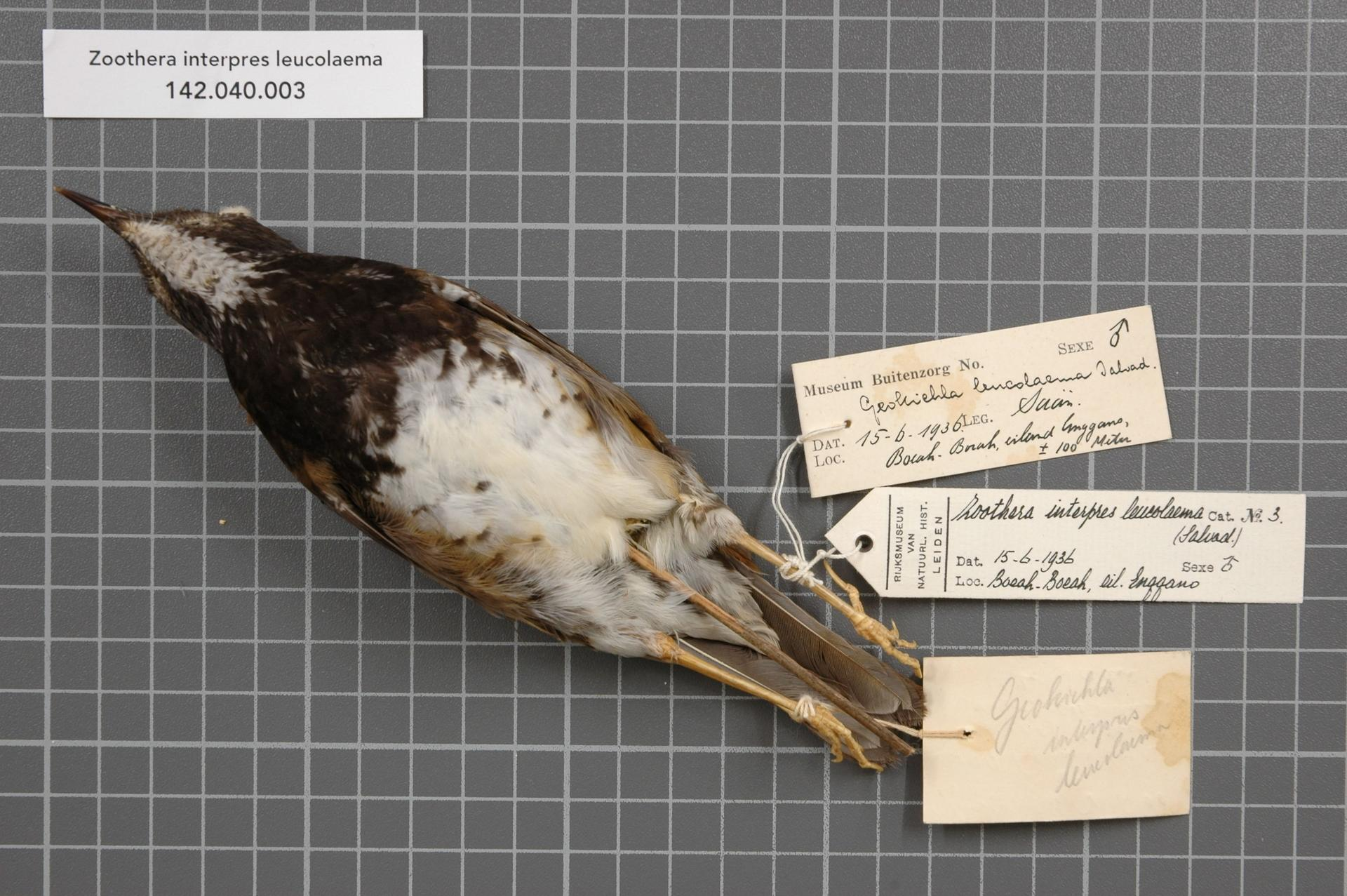
Grive d'Enggano ou Zoothera interpres leucolaema (Salvadori, 1892)

La Grive d'Enggano (Geokichla leucolaema anciennement Zoothera leucolaema) est une espèce de passereaux de la famille des Turdidae.

## Répartition
Elle est endémique à l'île d'Enggano au large de Sumatra en Indonésie.

## Habitat
Elle vit dans les forêts humides.
Elle est menacée par la perte de son habitat